# Pain tandoori

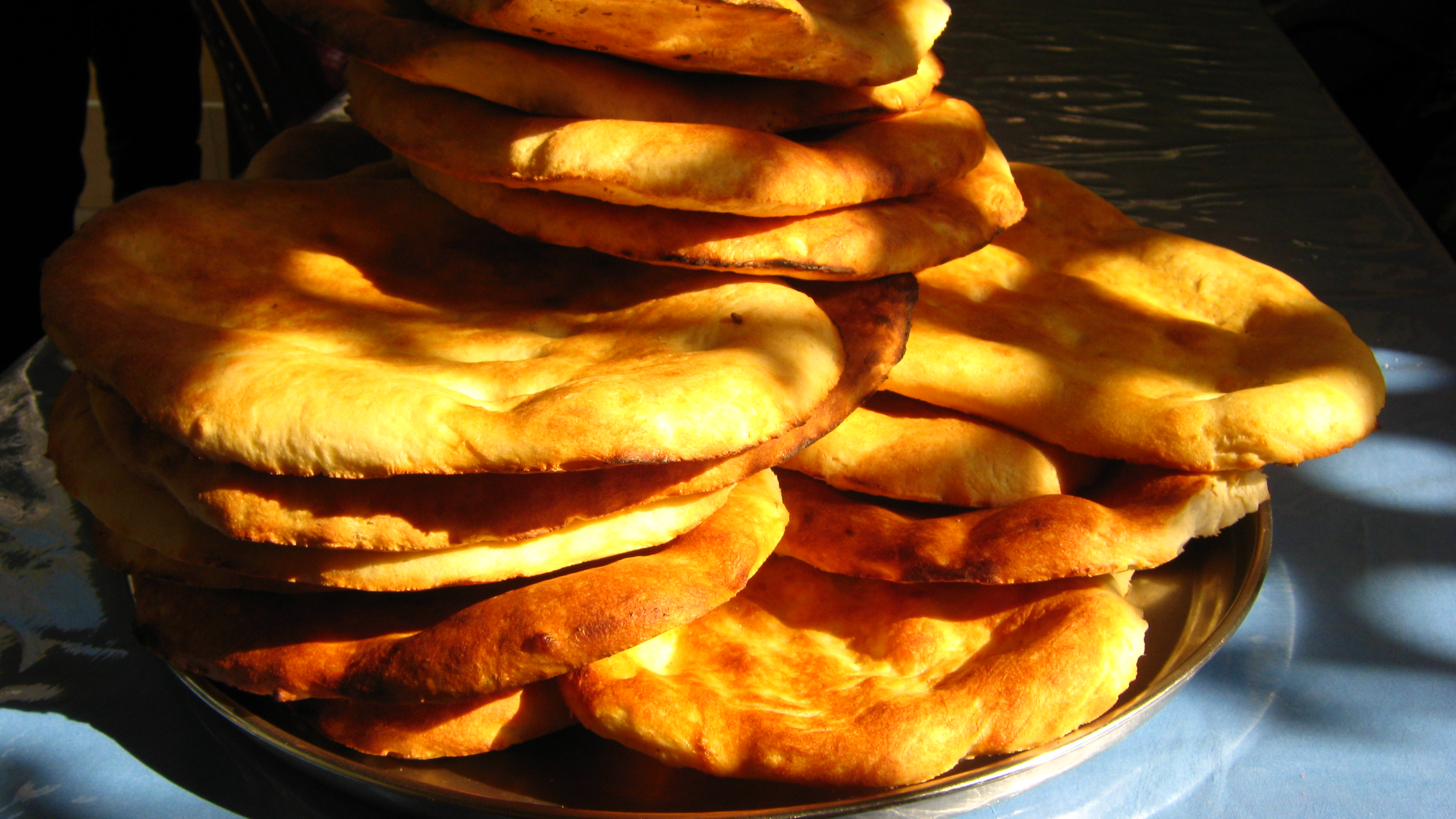

Le pain tandoori (arménien : Թոնիրի Հաց (toniri hats) ; azéri : təndir çörəyi ; turc : tandır ekmeği, persan : نان تنوری (naan-e-tanuri) ; tadjik : нони танурй (noni tanuri), ouzbek : терд (tyerd ; kazakh : Тандыр-нан (tandir-nan) ; kirghize : тандыр нан tandyr nan, ouïghour : تونۇر نان, tonur nan, тонур нан) est un type de pain cuit sur les parois intérieures d'un four en argile appelé tandoor.
Au Kazakhstan, on confectionne également un pain proche, qui comporte également beurre, lait et sucre, appelé shelpek.

## Histoire
La cuisson des aliments dans un four tandoor est pratiquée depuis environ cinq millénaires. Des restes d'un four en argile avec des indications d'aliments cuits ont été fouillés sur le site de Kalibangan, dans la vallée de l'Indus, et dans d'autres endroits de l'Afghanistan, du Pakistan, du nord-ouest de l'Inde, de l'Iran, de l'Irak et de l'Asie centrale actuels.
Les fours Tandoor ne sont pas répandus dans les foyers indiens moyens car ils sont coûteux à fabriquer, à installer et à entretenir. La cuisine tandoori authentique des zones urbaines se trouve souvent dans les restaurants de spécialités. Cependant, dans les zones rurales de l'Inde comme le Pendjab, le four tandoor est considéré comme une institution sociale, car un four tandoor est partagé au sein de la communauté. Les femmes se rendaient au four avec de l'atta et leurs viandes marinées pour rencontrer leurs voisins et amis, afin de pouvoir converser et partager des histoires en attendant que leur nourriture soit cuite. Les habitants des villes se livraient autrefois à cette activité sociale, mais à mesure que les entreprises et le commerce se développaient dans ces régions, les fours tandoor communaux sont devenus rares. Il n’est pas rare que les gens apportent de la nourriture à leur boulangerie locale pour la cuisiner à un prix équitable.
En raison de l’inaccessibilité croissante d’un four tandoor dans les zones urbaines, en particulier dans les villes situées en dehors de l’Asie du Sud, les gens ont développé des techniques ingénieuses pour reproduire le processus de cuisson et les aliments sans utiliser le four. Les alternatives courantes incluent un four ou un gril alimenté au charbon de bois ou au bois afin que les aliments soient imprégnés d'une saveur fumée.

## Composition physique et chimique
L'arôme, l'odeur, l'apparence, la couleur, la taille et la texture globale sont les caractéristiques générales optimisées par les producteurs de pain tandoor. La texture et la qualité du pain tandoor sont déterminées par le pourcentage de protéines de blé, le nombre d'acides aminés essentiels et le type de farine présente dans le pain,. Diverses études ont démontré que la composition chimique et biochimique de la farine affecte sa capacité à interagir avec les autres ingrédients du pain tandoor,
La méthodologie de surface de réponse est un processus qui permet de développer des pains tandoor savoureux, ayant une longue durée de conservation et contenant des quantités minimales d' hydrocarbures aromatiques polycycliques, qui peuvent présenter des risques pour la santé. Pour une stabilité sensorielle et chimique optimale du pain tandoor, le niveau d'eau est de 720 millilitres par kilogramme, les concentrations de protéines varient de 10,3 % à 11,5 %, entre 1,2 et 1,6 % de sel sont ajoutés et le pain est cuit à des températures allant de 330 à 450°C. °C.